# Tom Bender
Thomas Erwin Bender, detto Tom (27 settembre 1944 – 20 gennaio 2014), è stato un cestista statunitense naturalizzato australiano.

## Carriera
Con l'Australia ha disputato le Olimpiadi del 1972, segnando 7 punti in 6 partite.